# Peadus
Peadus is een geslacht van vlinders van de familie snuitmotten (Pyralidae), uit de onderfamilie Phycitinae.

## Soorten
- P. burdettella Schaus, 1913
- P. dissitus Heinrich, 1956
- P. subaquilella Ragonot, 1888